# Церплево
Церплево (пол. Cierplewo) — село в Польщі, у гміні Любево Тухольського повіту Куявсько-Поморського воєводства.
Населення — 85 осіб (2011).
У 1975-1998 роках село належало до Бидгощського воєводства.

## Демографія
Демографічна структура станом на 31 березня 2011 року:
|          | Загалом | Допрацездатний вік | Працездатний вік | Постпрацездатний вік |
| -------- | ------- | ------------------ | ---------------- | -------------------- |
| Чоловіки | 48      | 11                 | 32               | 5                    |
| Жінки    | 37      | 9                  | 19               | 9                    |
| Разом    | 85      | 20                 | 51               | 14                   |